# 강진 사의재
강진 사의재(康津 四宜齋)는 대한민국 전라남도 강진군 강진읍 동성리에 있는 다산 정약용이 현재의 전라도 강진으로 유배를 갔을 때 최초로 머물렀던 조선시대 주막집이다.

## 개요
다산 정약용이 황사영 백서 사건에 연루되어서 보수 유학파 대신들로부터 탄핵을 받고 강진으로 유배를 갔을 때 최초로 머물렀던 주막집이다. 다산은 이 사건을 계기로 전라도 강진으로 유배를 가게되었으며 강진 고을에 들면서 지금의 이 곳에 4년 동안 머물면서 제자들을 가르쳤다.
처음에는 죄인이 강진으로 내려왔다고 하여서 주막 손님들과 백성들이 기피하였으나 유일하게 그의 사정을 알게 된 주막 노파가 호의를 베풀어주며 4년동안 이 곳에서 머물도록 주선해주었고 다산은 이 곳에서 학문을 수양하고 제자들을 가르치며 지내왔다. 그리고 보은산방으로 떠나게 되면서 호의를 베풀어 준 주막 노파에게 감사의 뜻으로 주막을 사의재라는 이름으로 지어주었다.
사의재는 네 가지를 마땅히 뜻을 이뤄야한다는 방이며 용모, 말씨, 성품, 행동을 가리킨다.
2007년 강진군에서 다산 실학성지 조성에 따라 현재의 강진읍 동성리 일대에 복원하였으며 강진군 문화해설사가 주막을 운영하면서 해설사로 역할을 맡고있다.

## 같이 보기
- 강진 정약용 유적
- 정약용
- 주막